# Rafael Batista da Silva
Rafael Batista da Silva (ur. 30 listopada 1991) – brazylijski siatkarz grający na pozycji przyjmującego. Reprezentant juniorskiej reprezentacji Brazylii.
Od sezonu 2012/2013 reprezentuje barwy AZS-u Olsztyn.